# Skvrna (seriál)
Skvrna je český osmidílný dramatický televizní seriál Streamu. Děj se odehrává v postapokalyptickém světě, kde dospělí byli vyhubeni nemocí zvaná skvrna. Zůstaly tak pouze děti, které v tomto světě bojují o přežití.

## Příběh
Děj začíná tím, že sourozenci Tom, Klára a Viktor našli útočiště v bývalém internátě. Život jim však naruší dětský gang v čele s Nikem, který se ohání pistolí a zamýšlí, jak by zaujal pozici vůdce nad internátem. Vůdce internátu a dětí Viktor navíc pomalu dospívá a je jen otázkou času, kdy se mu na jazyku objeví skvrna (první příznak nemilosrdné nemoci je horečka a kašel, samotná skvrna která má na svědomí i rodiče sourozenecké trojice). Samotný věk Viktora je 22 let, což je o dva roky více, protože nemoc nejčastěji napadala lidi starší 20 let.

## Seznam dílů
| Č. v seriálu | Název   | Režie        | Scénář     | Premiéra v ČR   |
| ------------ | ------- | ------------ | ---------- | --------------- |
| 1            | Pohřeb  | Peter Bebjak | Peter Nagy | 10. března 2019 |
| 2            | Výprava | Peter Bebjak | Peter Nagy | 17. března 2019 |
| 3            | Útok    | Peter Bebjak | Peter Nagy | 24. března 2019 |
| 4            | Nemoc   | Peter Bebjak | Peter Nagy | 31. března 2019 |
| 5            | Bestie  | Peter Bebjak | Peter Nagy | 31. března 2019 |
| 6            | Řád     | Peter Bebjak | Peter Nagy | 31. března 2019 |
| 7            | Julie   | Peter Bebjak | Peter Nagy | 31. března 2019 |
| 8            | Skvrna  | Peter Bebjak | Peter Nagy | 31. března 2019 |

## Kritika
Na spousty serverech se lze dočíst, že zpracování by mohlo působit lépe spíš jako celý film a ne rozdělené na kratší úseky. Lze se též setkat i s tím, že díky ne úplně velkému rozpočtu musel seriál jenom lehce zabrušovat do apokalyptického světa. Nakonec se samozřejmě diváci dělí na ty, co snímek uznávají, nebo jím spíše opovrhují.